# Юссеф, Али
Али Бен Сафуан Юссеф (швед. Ali Ben Safouane Youssef; род. 5 августа 2000, Швеция) — тунисский и шведский футболист, полузащитник клуба «Хеккен» и национальной сборной Туниса.

## Клубная карьера
Начинал заниматься футболом в клубе «Ферьенес». В 2012 году попал в структуру «Хеккена», где прошёл путь до взрослой команды. 27 октября 2018 года впервые попал в официальную заявку на матч Алльсвенскана против «Далькурда», но на поле не появился. В декабре того же года подписал с клубом свой первый профессиональный контракт, рассчитанный на один сезон. 16 февраля 2019 года в середине второго тайма матча группового этапа кубка Швеции с «Браге» Юссеф впервые появился на поле в жёлто-чёрной футболке, заменив Ахмеда Ясина.
В июне 2019 года «Мальмё» интересовался полузащитником и предлагал заключить с ним контракт, но игрок отказался от предложения, продлив с «Хеккеном» трудовое соглашение до конца 2023 года. 28 июля дебютировал в его составе в чемпионате Швеции в игре с «Юргорденом» заменив на 83-й минуте Далехо Ирандуста. 29 февраля 2020 года в кубковой встрече с «Эскильсминне» открыл свой бомбардирский счёт, оформив разгром соперника.
Весной 2021 года «Хеккен» дошёл до финала розыгрыша кубка Швеции. В решающей игре с «Хаммарбю», состоявшейся 30 мая, Юссеф появился на поле на 55-й минуте вместо Тобиаса Хейнца. Основное и дополнительное время встречи завершилось нулевой ничьей. В серии послематчевых пенальти Али реализовал свою попытку, но из-за незабитого партнёром ранее мяча сильнее оказался соперник.

## Карьера в сборных
В августе 2019 года получил вызов в олимпийскую сборную Туниса на сентябрьские матчи с Кот-д’Ивуаром, однако, отказался от данного предложения. Затем в октябре был вызван в юношескую сборную Швеции. В её составе 14 октября провёл первый и единственный матч с Норвегией. Выйдя в стартовом составе, он забил два мяча в конце первого тайма, после чего был на 77-й минуте уступил место Петеру Гваргису.
В конце мая 2021 года был вызван в состав национальной сборной Туниса на товарищеские матчи с ДР Конго, Алжиром и Мали. 5 июня дебютировал в её составе в игре с сборной Демократической республики Конго, заменив на 85-й минуте Вахби Хазри.

## Достижения
Хеккен:
- Финалист кубка Швеции: 2020/21

## Клубная статистика
| Выступление      | Выступление      | Выступление      | Лига | Лига | Кубки | Кубки | Конт. кубки | Конт. кубки | Итого | Итого |
| Клуб             | Лига             | Сезон            | Игры | Голы | Игры  | Голы  | Игры        | Голы        | Игры  | Голы  |
| ---------------- | ---------------- | ---------------- | ---- | ---- | ----- | ----- | ----------- | ----------- | ----- | ----- |
| Хеккен           | Алльсвенскан     | 2019             | 7    | 0    | 4     | 0     | 1           | 0           | 12    | 0     |
| Хеккен           | Алльсвенскан     | 2020             | 17   | 2    | 2     | 1     | 0           | 0           | 19    | 3     |
| Хеккен           | Алльсвенскан     | 2021             | 7    | 2    | 3     | 0     | 1           | 0           | 11    | 2     |
| Хеккен           | Итого            | Итого            | 31   | 4    | 9     | 1     | 2           | 0           | 42    | 5     |
| Всего за карьеру | Всего за карьеру | Всего за карьеру | 31   | 4    | 9     | 1     | 2           | 0           | 42    | 5     |

## Статистика в сборной
| Матчи и голы Али Юссефа за национальную сборную Туниса | Матчи и голы Али Юссефа за национальную сборную Туниса | Матчи и голы Али Юссефа за национальную сборную Туниса | Матчи и голы Али Юссефа за национальную сборную Туниса | Матчи и голы Али Юссефа за национальную сборную Туниса | Матчи и голы Али Юссефа за национальную сборную Туниса |
| №                                                      | Дата                                                   | Оппонент                                               | Счёт                                                   | Голы                                                   | Соревнование                                           |
| ------------------------------------------------------ | ------------------------------------------------------ | ------------------------------------------------------ | ------------------------------------------------------ | ------------------------------------------------------ | ------------------------------------------------------ |
| 1                                                      | 5 июня 2021                                            | ДР Конго                                               | 1:0                                                    | 0                                                      | Товарищеский матч                                      |
| 2                                                      | 15 июня 2021                                           | Мали                                                   | 1:0                                                    | 0                                                      | Товарищеский матч                                      |

Итого:2 матча и 0 голов; 2 победы, 0 ничьих, 0 поражений.